# Cindy Tempez
 (avril 2023).
Cindy Tempez est une actrice française.

## Biographie
Après une formation théâtrale solide au conservatoire, au Cours Simon, au Cours Florent (classe de Véronique Vella de la Comédie-Française), Cindy Tempez commence sa carrière de comédienne dans la troupe de Robert Hossein dans les années 2000. Elle participe notamment au spectacle C'était Bonaparte au Palais des sports de Paris avec l'acteur Fabrizio Rongione dans le rôle-titre (texte d'Alain Decaux), puis On Achève Bien Les Chevaux au Palais des congrès de Paris, avec l'actrice Anne Richard. Elle intègre ensuite la compagnie Jean Davy et participe (rôle du Chœur) à la pièce Électre de Sophocle à Genève, mise en scène d'Odile Mallet, avec Sylvia Bergé de la Comédie Française. En 2005, elle incarne, pour 2 ans, le personnage de Marianne dans Les Caprices de Marianne d'Alfred de Musset au Théâtre des Cinq Diamants à Paris, dans une mise en scène de Catherine Brieux.
Parallèlement, Cindy Tempez prête régulièrement sa voix à des comédiennes étrangères dans les versions françaises de différentes séries télévisées et longs-métrages de fiction : Camilla Belle dans Terreur sur la ligne de Simon West, Zoe Kazan dans Les Noces rebelles de Sam Mendes, Ellie Kemper dans Mes meilleures amies de Paul Feig, Alison Brie dans Cinq ans de réflexion de Nicholas Stoller, Kelly Reilly dans Flight de Robert Zemeckis, etc. Elle prête aussi sa voix à différentes séries télévisées : Elisabeth Henstridge dans Marvel : Les Agents du SHIELD, Jessica Henwick dans Game of Thrones, etc.
Cindy Tempez tourne également pour le cinéma et la télévision : un court métrage Toutes les Margaux de Odile Abergel avec Michel Galabru, les films Sagan de Diane Kurys, Tu peux garder un secret ? et Comme les cinq doigts de la main de Alexandre Arcady.
Pendant six ans, Cindy Tempez a également été assistante de production. De 2005 à 2008, elle assiste les cinéastes Alexandre Arcady et Diane Kurys dans leurs activités d'auteurs, réalisateurs et producteurs. De 2008 à 2011, elle assiste Pierre-Ange Le Pogam, chez EuropaCorp, dans ses activités de directeur général et producteur. Elle travaille ainsi sur la production et la sortie de films tels que Taken de Pierre Morel, L'Immortel de Richard Berry, Coursier de Hervé Renoh, L'Homme qui voulait vivre sa vie de Éric Lartigau, Les Petits Mouchoirs de Guillaume Canet, À l'origine de Xavier Giannoli, Le Concert et La Source des femmes de Radu Mihaileanu, etc.
En 2012 et 2013, elle incarne le personnage de Cécile Martely dans la série télé française à succès Plus belle la vie.

## Filmographie

### Cinéma

#### Longs métrages
- 2008 : Tu peux garder un secret ?
- 2008 : Sagan : la femme au vestiaire
- 2010 : Comme les cinq doigts de la main : la vendeuse de la pharmacie

#### Court métrage
- 2005 : Toutes les Margaux : la serveuse

### Télévision

#### Séries télévisées
- 2012-2013 : Plus belle la vie, (épisodes 2127 à 2190 réalisés par plusieurs réalisateurs), rôle de Cécile Martely.
- 2014 : Profilage, saison 5, épisode 3 "Face Caméra" réalisé par Simon Astier, rôle de la voisine.

## Doublage
Sources : RS Doublage et Anime News Network

### Cinéma

#### Films
- 2005 : Mortuary de Tobe Hooper  : Sara (Tarah Paige (en))
- 2006 : Terreur sur la ligne : Jill Johnson (Camilla Belle)
- 2008 : Les Noces rebelles : Maureen Grube (Zoe Kazan)
- 2010 : Insidious : Adele (Corbett Tuck)
- 2011 : Mes meilleures amies : Ellie (Ellie Kemper)
- 2012 : Cinq Ans de réflexion : Suzie Barnes (Alison Brie)
- 2013 : Flight : Nicole (Kelly Reilly)
- 2014 : Bad Luck : Eve (Elizabeth Henstridge)
- 2020 : On the Rocks : Fiona (Jessica Henwick)
- 2022 : I Want You Back (en) : ? (?)
- 2023 : Inquiétude : Monica (Elyse Levesque)
- 2023 : Baghead : Sarah (Svenja Jung)
- 2024 : Péril sur l'avion présidentiel : Allison Miles (Katherine McNamara)
- 2025 : Dragons : Flatula (Kate Kennedy) et Retcha (Anna Leong Brophy (en))

#### Films d'animation
- 2003 : Sinbad : La Légende des sept mers : voix additionnelles
- 2016 : Dofus, livre 1 : Julith : voix additionnelles

### Télévision

#### Téléfilms
- 2014 : Un Noël de princesse : Olivia (Diana Dumitrescu)
- 2015 : Les secrets de Turkey Hollow : Annie Emmerson (Genevieve Buechner)
- 2017 : La nouvelle locataire : Aubrey Hunt (Alexis Maitland)
- 2018 : Un Noël décisif : Audrey (Catherine Corcoran)
- 2018 : Affaires troubles : Jana Forster (Svenja Jung)
- 2019 : Aussi dangereux que séduisant : Amber (Alanna Bale)
- 2020 : Amour, duel et pâtisserie : Lori (Shannon Coast)
- 2023 : L'Obsession de Natalie : Rachel (Jade Patteri)

#### Séries télévisées
- Katherine McNamara dans :
  - Arrow (2018-2020) : Mia Smoak / Green Arrow (20 épisodes)
  - Supergirl (2019) : Mia Smoak / Green Arrow (saison 5, épisode 9)
  - Batwoman (2019) : Mia Smoak (saison 1, épisode 9)
  - Flash (2019 / 2021) : Mia Smoak / Green Arrow (saison 6, épisode 9 et saison 8, épisode 5)
- 2013-2020 : Marvel : Les Agents du SHIELD : Jemma Simmons (Elizabeth Henstridge) (136 épisodes)
- 2015-2017 : Game of Thrones : Nymeria Sand (Jessica Henwick) (8 épisodes)
- 2016-2021 : The Walking Dead : Laura (Lindsley Register) (21 épisodes)
- depuis 2018 : The Resident : Nicolette « Nic » Nevin (Emily VanCamp) (75 épisodes - en cours)
- 2020 : Alice in Borderland : Hikari Kuina (Aya Asashina)
- 2022 : Inventing Anna : Talia Mallay (Marika Dominczyk) (mini-série)
- 2022 : Anatomie d'un scandale : ? (?) (mini-série)
- 2022 : The Devil's Hour (en) : ? (?)
- 2022 : Umbrella Academy : Sloane Hargreeves / Numéro 5 (Génesis Rodríguez)
- 2023 : Song of the Bandits (en) : ? (?)
- 2024 : Geek Girl : ? (?)

#### Séries d'animation
- 2014-2016[n 1] : Haikyū!! : Minaho Ono
- 2016-2017 : Chasseurs de trolls : Les Contes d'Arcadia : Gladys
- 2020 : Cagaster of an Insect Cage : Kara
- 2020-2023 : By the Grace of the Gods : Elise et Riela
- 2022 : Trapped in a Dating Sim: The World of Otome Games is Tough for Mobs : Angelica Rapha Redgrave et Luce
- 2022 : She Professed Herself Pupil of the Wise Man (en) : Lily
- 2022 : Sabikui Bisco : Kosuke
- 2022 : Spy x Family : voix additionnelles
- 2023 : Tomo-chan est une fille ! : Akemi Aizawa
- 2023 : The Ancient Magus Bride : voix additionnelles (saison 2)
- 2023 : Zom 100: Bucket List of the Dead : Beatrix Amerhauser
- 2024 : Sausage Party : Bouff'land (en) : voix additionnelles